# Marcq-en-Barœul
Marcq-en-Barœul és un municipi francès, situat al departament del Nord i a la regió dels Alts de França. L'any 2006 tenia 38.939 habitants.

## Història
El seu nom ve "marca", amb el sentit de frontera, perquè era un lloc mitjanament deshabitat entre pobles diversos. A l'època romana va passar a ser una petita ciutadella fortificada, conquerida posteriorment pels pobles germànics. A l'Edat Mitjana va passar a dependre dels carolingis.
Va romandre relativament al marge de les guerres flamenques i de la Revolució Francesa. Després de la Segona Guerra Mundial va experimentar un gran augment de població gràcies a la indústria. L'economia local, però, es basa en el sector serveis (més d'un 80%)

## Demografia
| 1962                                       | 1968   | 1975   | 1982   | 1990   | 1999   | 2006   |
| ------------------------------------------ | ------ | ------ | ------ | ------ | ------ | ------ |
| 29.234                                     | 35.136 | 36.126 | 35.278 | 36.601 | 37.177 | 38.939 |
| Des de 1962: població sense dobles comptes |        |        |        |        |        |        |

## Administració
| Període   | Identitat        | Partit |
| --------- | ---------------- | ------ |
| 1945-1959 | Léon Robichez    | MRP    |
| 1959-1968 | Georges Lambrecq |        |
| 1968-1994 | Serge Charles    | RPR    |
| 1994-2001 | Jean-René Lecerf | RPR    |
| 2001-     | Bernard Gérard   | UMP    |

## Agermanaments
- Ealing (Anglaterra)
- Gladbeck (Alemanya)
- Poggibonsi (Itàlia)
- El Monte (Estats Units)

## Galeria d'imatges

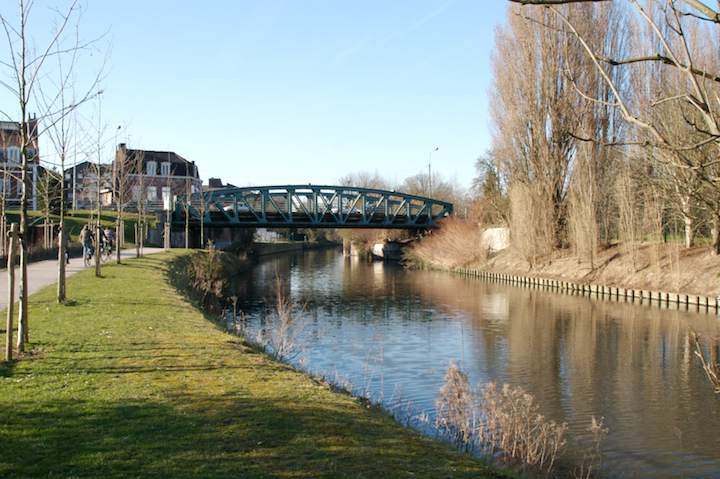
La riera canalitzada Marcq
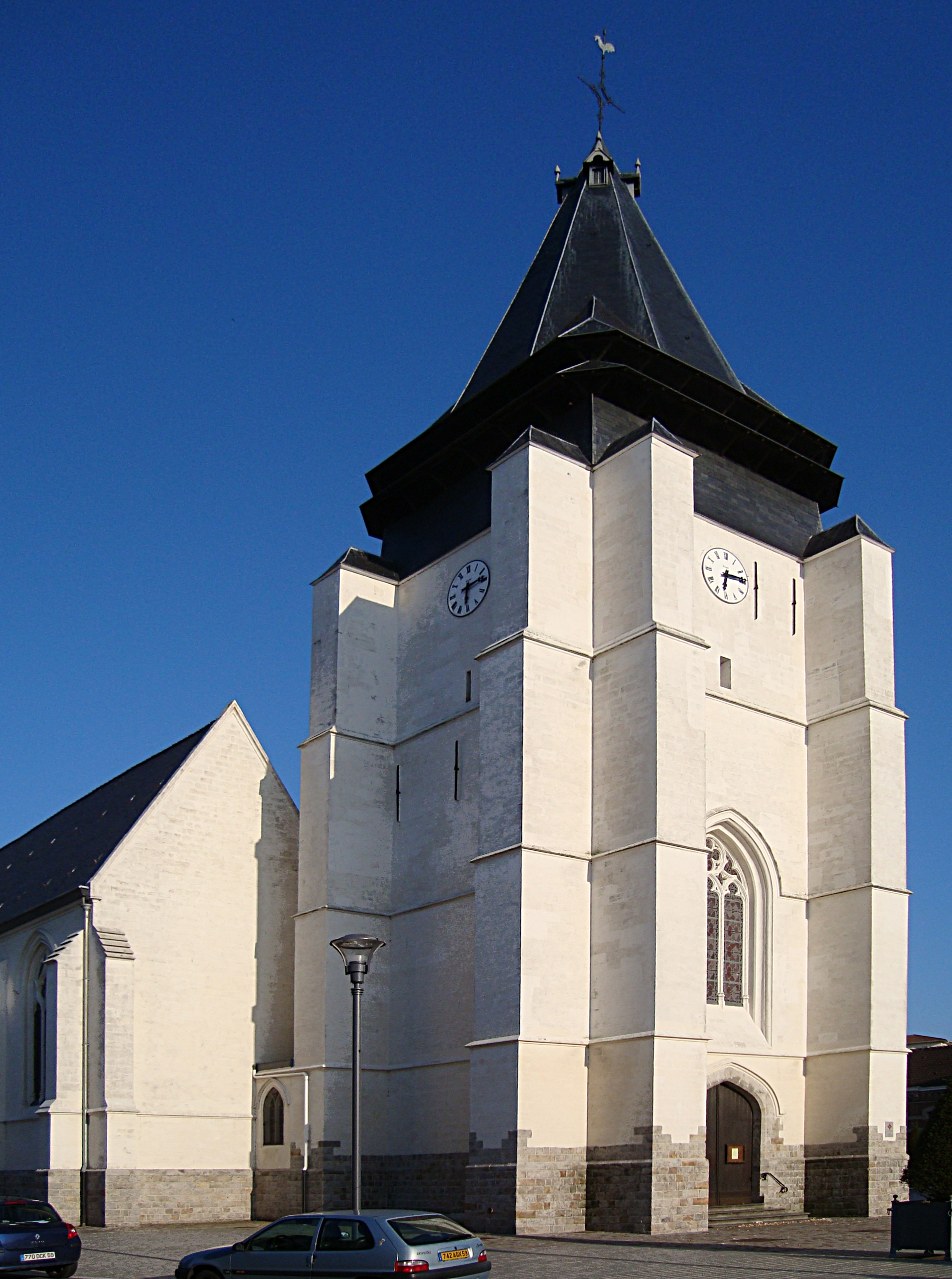
Església de St Vincent
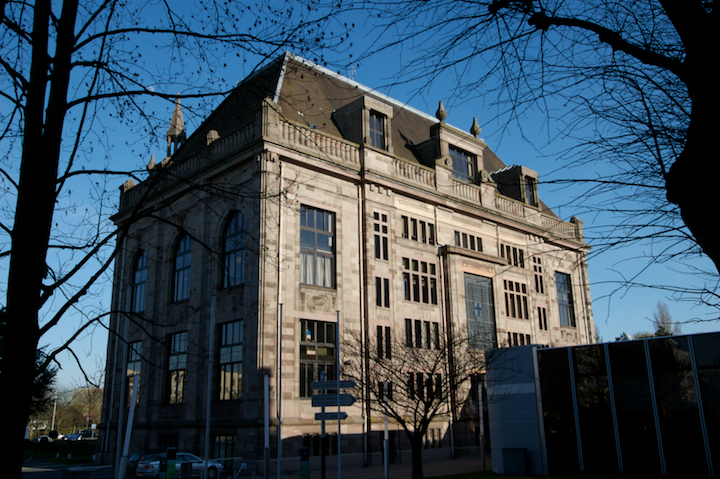
Alcaldia